# تل میلک (بهبهان)
تل میلک مربوط به هزاره ۴ قبل از میلاد - دوره عیلامیان - دوره هخامنشی است و در شهرستان بهبهان، بخش مرکزی، دهستان حومه، ۱/۵ کیلومتری جنوب شرق روستای خارستان علیا واقع شده و این اثر در تاریخ ۱ مرداد ۱۳۸۶ با شمارهٔ ثبت ۱۹۲۶۴ به‌عنوان یکی از آثار ملی ایران به ثبت رسیده است.